# Ржавая Канава

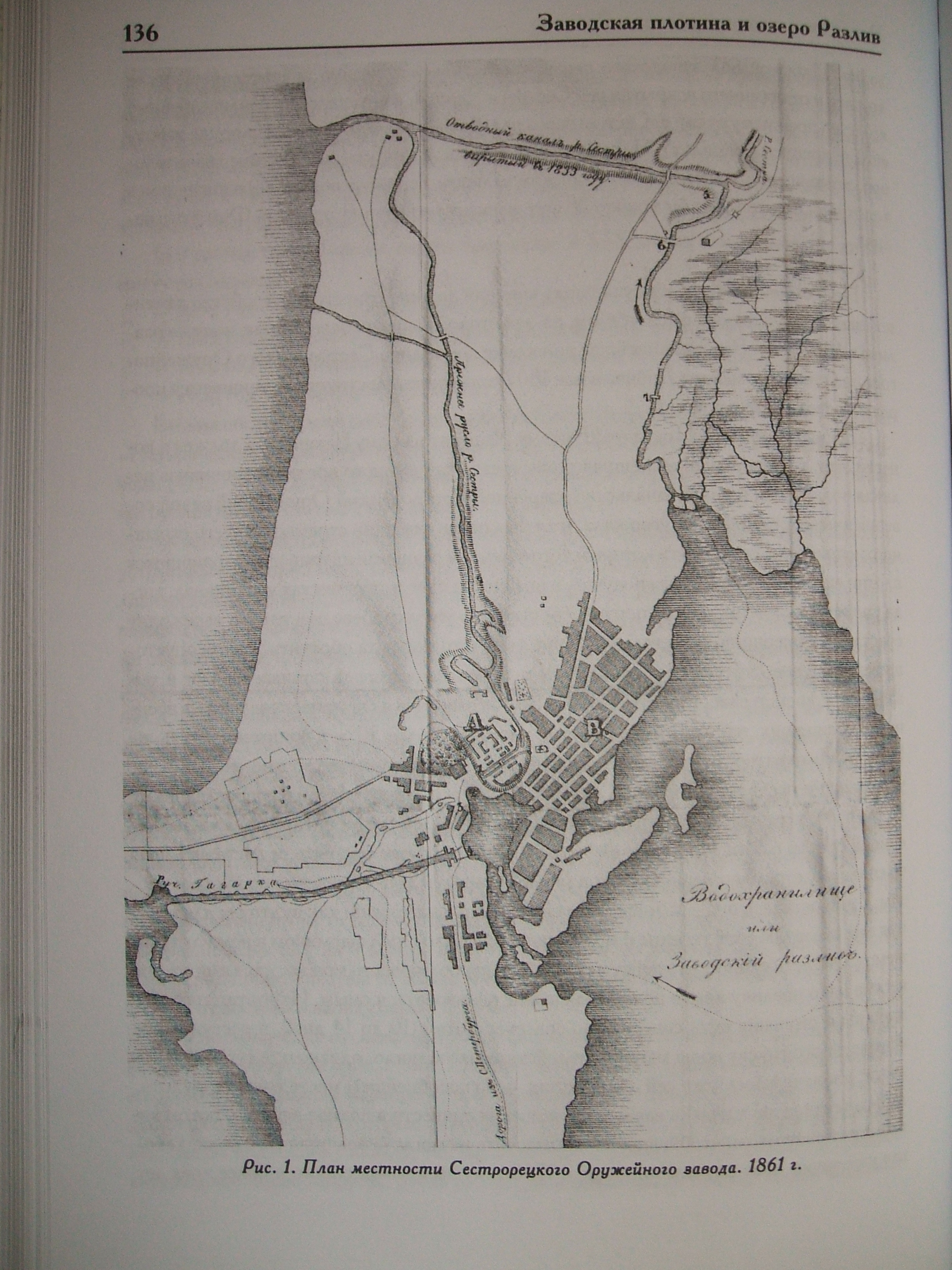
Карта-схема расположения гидротехнических объектов в 1861 году

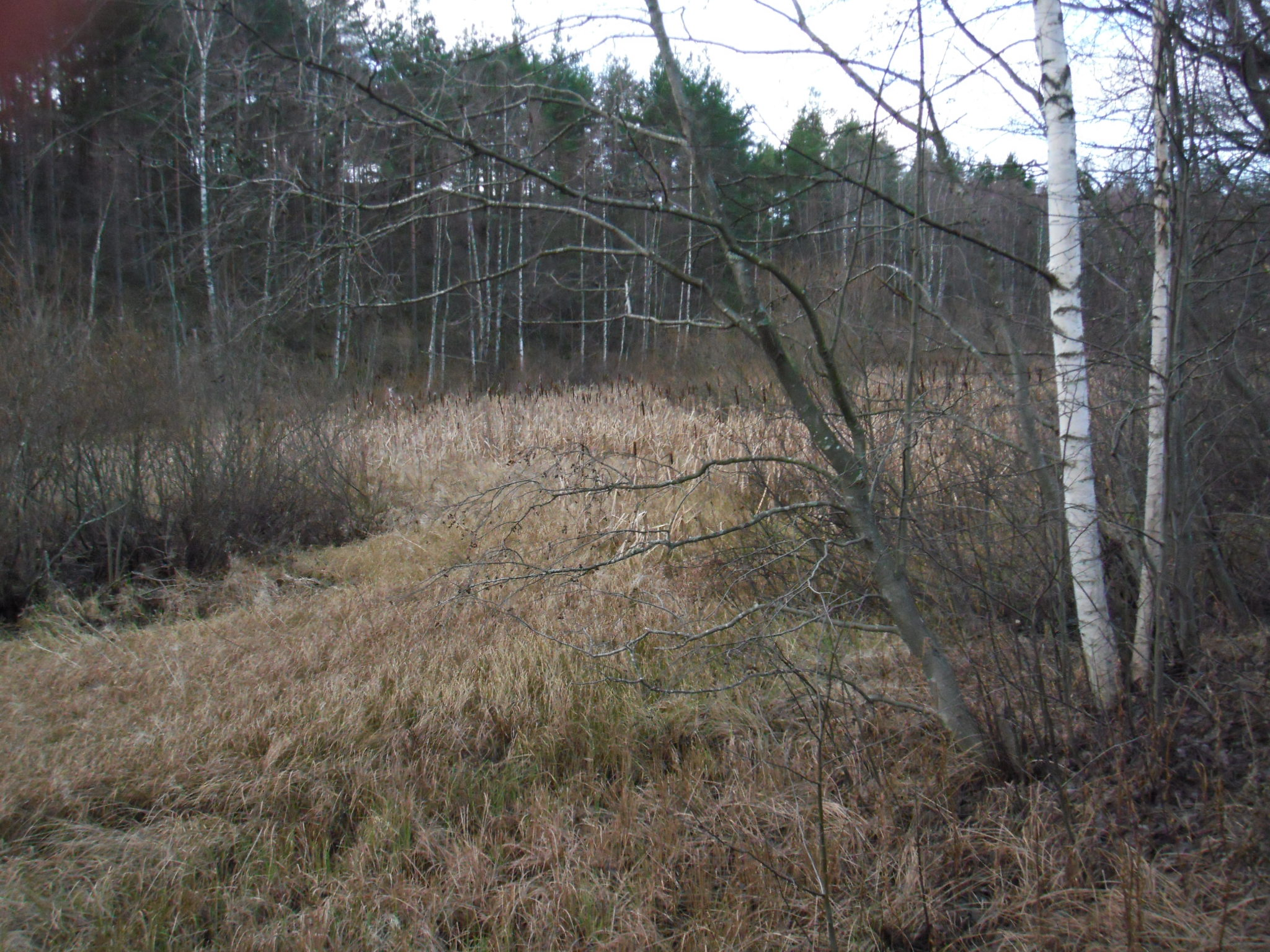
Ржавая Канава в среднем течении

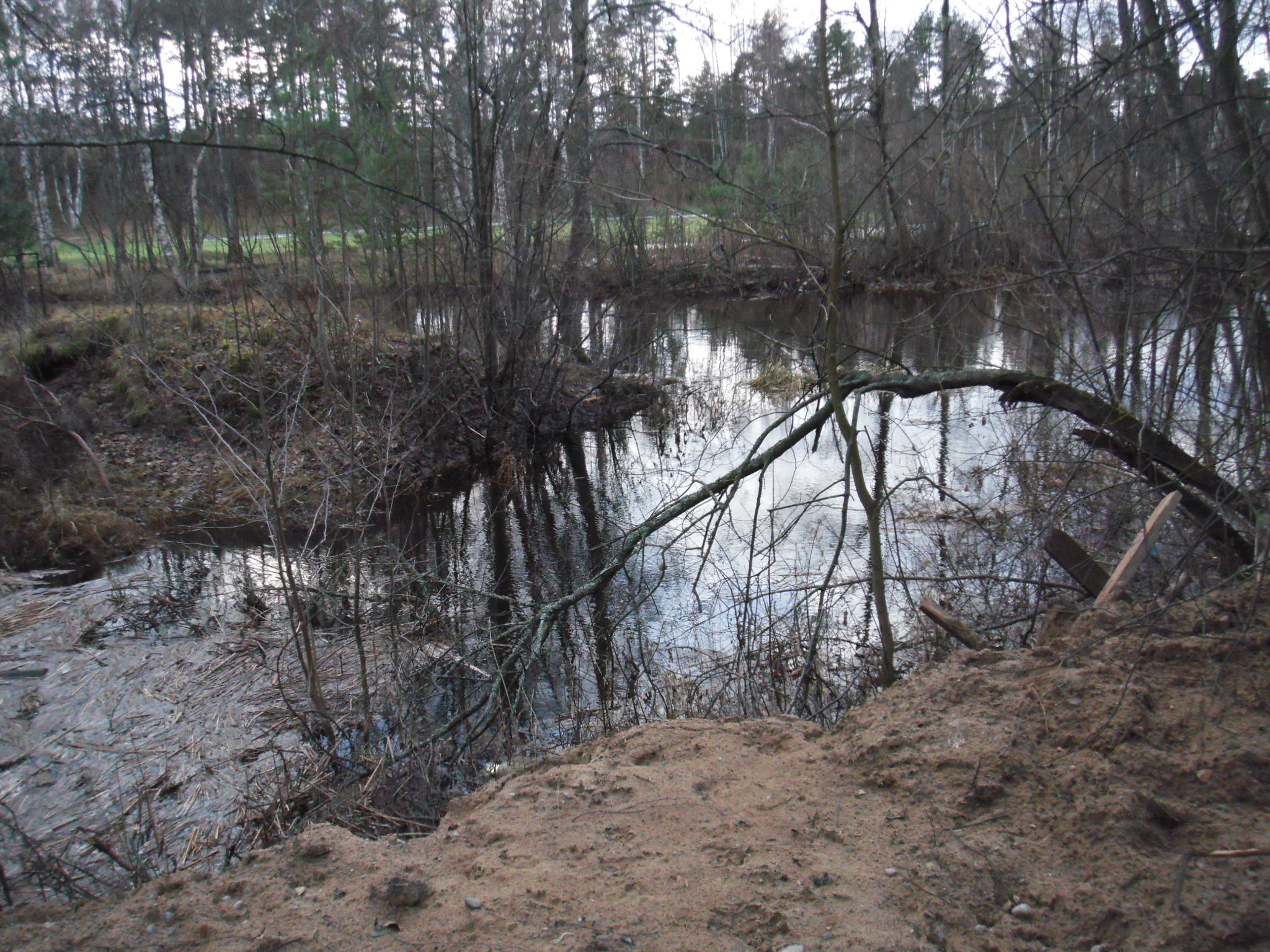
Сток Ржавой Канавы в северный рукав реки Малая (Заводская) Сестра

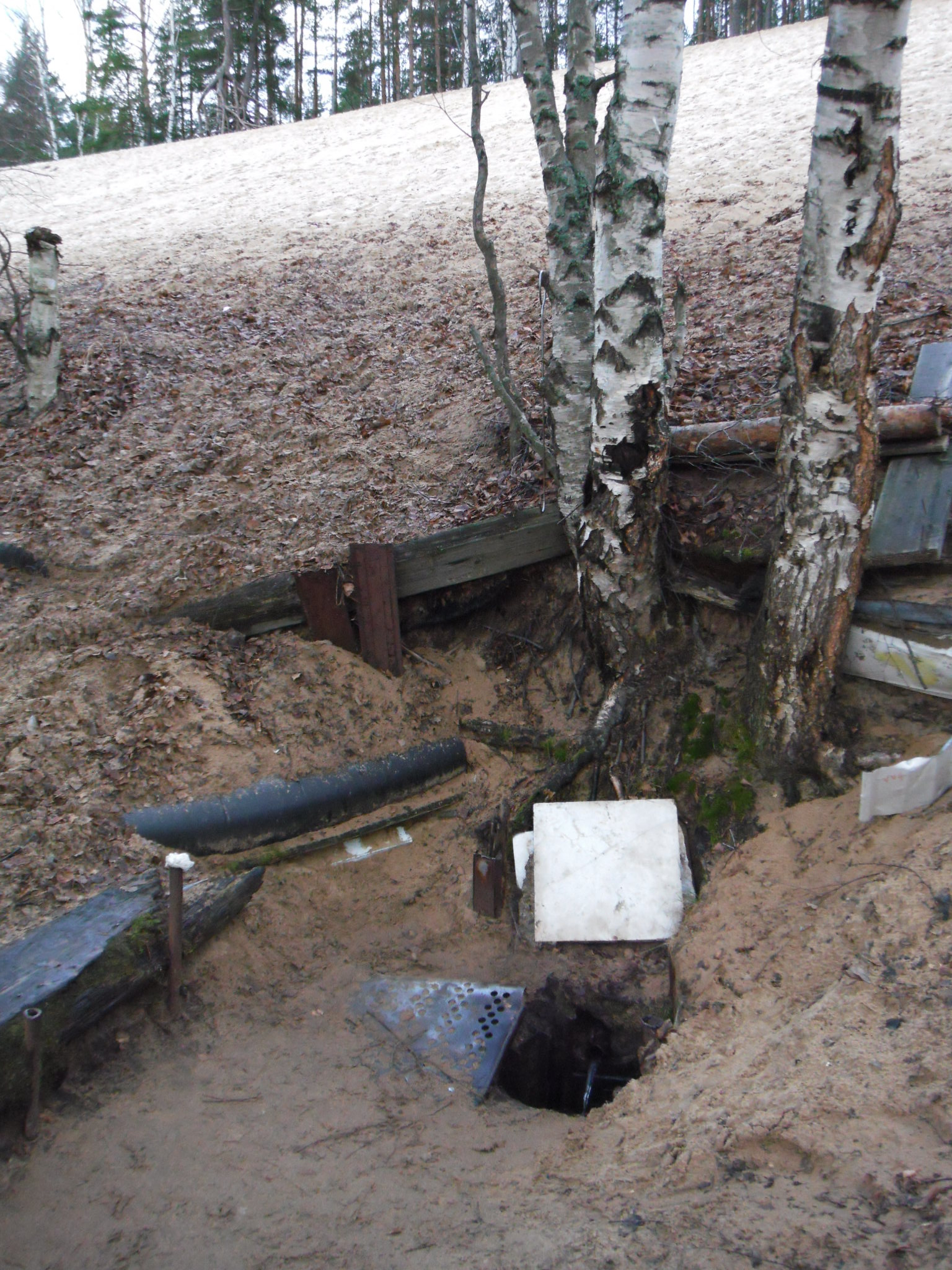
Родник на берегу Ржавой Канавы

Ржа́вая Кана́ва — канал к северу от Сестрорецка в Курортном районе Санкт-Петербурга. Начинается от низовья реки Сестры и впадает в северный рукав реки Малая Сестра (в современных названиях). Длина около 1,5 км. Проложена в 1830-е годы для регулирования поступления воды в Сестрорецкий Разлив, затем перестала использоваться. В настоящее время деградирует.

## Этимология
Изначально протока называлась просто водосливным каналом. С 1863 г. по 1920-е гг. использовалось финское наименование Ру́остенка́нава или без транслитерации: фин. Ruostenkanava, Ruostekanava. В тот же период, точнее, с 1864 г., существовало параллельное имя «Граничный ручей», связанное с тем, что здесь прошла граница Великого княжества Финляндского. Наименование «Ржавая Канава» введено в 1920-е гг., оно является переводом финского названия, полученного от местного населения за цвет воды, водорослей и берегов.

## Физиография
Канава прорыта в начале 1830-х и окончательно сформировалась к 1840 году — как водослив для ограничения поступления воды по реке Сестре в водохранилище Сестрорецкий Разлив в периоды паводка. Позднее, с 1864 года, после постройки плотины «Перепада» лишнюю воду стали отводить непосредственно из Разлива по [Южному] Водосливному каналу (Шипучка), а Ржавая Канава стала деградирующим, умирающим водоёмом.
Питание Ржавой Канавы ныне осуществляется за счёт атмосферных осадков (дождь, снег), родников верховодных горизонтов воды, кривой депрессии фильтрационного стока из Сестрорецкого Разлива, а также добавляются канализационные стоки учреждений, расположенных вдоль берегов. Постепенно канава заилилась, заросла высшей водной растительностью, но сохраняет некоторую глубину воды, особенно в верхнем течении и после обильных осенних дождевых осадков, что делает этот водоём труднопроходимым для человека. В настоящее время в верховье канала течение осуществляется в основном за счёт стока воды с осушительных канав с болота Канавного, прорытых в 1920-х гг.
Долгие годы использовалась как естественная преграда на советско-финской границе, а до 1944 года здесь была передовая линия обороны Ленинграда в годы Великой Отечественной войны. Длина канала от памятника «Сестра» Зелёного пояса Славы до устья — 1,5 км. Ширина канала в некоторых местах доходит до 50 м, а в устье, при впадении в северное русло реки Малая (Заводская) Сестра, составляет 4 м. Канал зимой замерзает, берега крутые, дюны здесь достигают высоты до 20 м.

## История
История образования канала тесно связана с историей работы Сестрорецкого оружейного завода в начале XIX века, когда старая плотина обветшала и стала угрожать безопасности заводской территории, находившейся значительно ниже уровня воды в водохранилище Сестрорецкий Разлив. Попытки в 1830-х годах построить водоотводное русло на ручье Гагарка (в самом Сестрорецке; ныне здесь идёт канал «Шипучка») были неудачны. Тогда заводской гидротехник принял решение строить отводное русло выше впадения реки Сестра в водохранилище. В XXI веке это 38 км. Приморского шоссе.
Заводской гидротехник Р. Гаусман описал борьбу с отводом воды в Инженерных журналах за 1861—1864 годы.
(первая часть этой истории представлена в статье Плотины водохранилища Сестрорецкий Разлив)
…Другой проект предполагавшегося к исполнению водоспуска состоял в том, чтобы р. Сестру, выше впадения ея в заводское водохранилище, отвести по нарочно для этого вырытому водоотводному каналу в Финский залив. В самом канале устроить каменный водоспуск (А) черт № 1, фиг. 3, 4, 5, 6 и 7, со щитами, а на случай недостатка воды в заводском водохранилище от одной р. Чёрной, для безостановочного действия завода, закрыть щиты устроенного водоспуска и тем направить р. Сестру опять в заводское водохранилище. С другой стороны, чтобы разобщить р. Сестру с водохранилищем в то время, когда щиты устроенного водоспуска будут открыты, то для удержания вод водохранилища в самом русле р. Сестры в общей связи с первым водоспуском. Устроен был другой такой же водоспуск (В).
Проект, если можно так выразиться, роскошный и великолепный. Ясно, что по закрытии щитов водоспуска (В) и открытии их в водоспуске (А), р. Сестра беспрепятственно потечёт по вырытому каналу в Финский залив, мимо водохранилища. На случай недостатка воды для действия колёс или понижения горизонта в водохранилище, в состав которого с устройством водоспуска (В) вошла и нижняя часть русла р. Сестры, опускались щиты водоспуска (А), через что горизонт реки впереди этого водоспуска мгновенно возвышался. Когда же вода поднималась до уровня водохранилища, или по уравнении горизонтов по обеим сторонам водоспуска (В), из последнего вынимались щиты, а р. Сестра по-прежнему изливалась в водохранилище. По миновании надобности в воде р. Сестры, водоспуск (В) закрывался, а щиты в другом открывались, и излишняя вода уходила в Финский залив, не касаясь водохранилища. Более сложное обстоятельство встретилось весною, когда в свою очередь и р. Чёрная изобилует водою, в количествах несравненно большем, чем требуется для действия колёс. Действительно, при первом весеннем выпуске воды в 1839 году, оба водоспуска были окончательно разрушены и опрокинуты, а вследствие этой новой неудачи завод вторично подвергся бы опасности остаться без воды, если бы энергическими мерами инженера полковника Штральмана, прибывшего в Санкт-Петербург с Шостенского порохового завода, не возведена была временная перемычка, черт 1У, 7, в нижней части р. Сестры. Этою перемычкою задержана была в водохранилище вода р. Чёрной, и действие завода даже не прекращалось.
Обращаясь к разбору причин совершенно неудавшейся постройки нового водоспуска, нельзя не остановиться на относительном расположении двух водоспусков. Должно согласиться, что при этом всё внимание обращено было исключительно на одну р. Сестру, которую, действительно по произволу можно было направить или в Финский залив, или в водохранилище. Что же касается до возможности выпуска воды из самого водохранилища, в которое постоянно изливалась р. Чёрная, то это обстоятельство, как видно, совершенно не вошло в соображение при составлении проекта; даже чугунные контрфорсы при щитовых стойках водоспуска (В) обращены были к водохранилищу. При первой же весенней воде, несмотря на то, что р. Сестра пущена была по каналу, горизонт водохранилища от одной р. Чёрной поднялся выше определённого уровня, так что необходимость заставила открыть щиты водоспуска (В). По открытии же этих щитов, две совершенно одна против другой направленные струи почти одинаковой силы соединились перед водоспуском (А) и потом только продолжали течение по отводному каналу. Что соединение двух струй, таким образом, направленных друг против друга, не могло произойти спокойно, без всякого противоборства и без образования вредных водоворотов — не подлежит сомнению; а потому неукреплённое дно перед водоспуском (А) должно было повреждаться или вымываться, в особенности же при столь удоборазмываемом местном грунте.
Выше сказано было, что горизонт водохранилища для действия завода поднят на 28 фут выше Финского залива. Пороги водоспусков (А) и (В), черт У1, фиг. 7 положены были на 8 фут ниже этого 28-фут горизонта, следовательно, падение от порогов до моря было 20 фут, которое и распределено было не в пределах водоспуска, то есть не уступами или наклонною плоскостью, но расположено было по дну водоотводного канала на протяжении до 2 верст. При слабом удоборазмываемом местном грунте такое падение, то есть около 1,5 дюйма на каждые 10 сажен, слишком велико, и от скорости течения воды должны были подмываться дно и берега водоотводного канала позади водоспуска, что и случилось на деле. Канал на всём протяжении своём углубился при первой весенней воде от 5-7 фут, а непосредственно за водоспуском и более. Вследствие образования двух ям впереди и позади водоспуска, вода проникла под основание сооружения, и затем подмой, распространился, полы всплыли, а стены начали обрушаться.
Из вышесказанного легко можно вывести заключение, что главными причинами неудач 1839 года, как и 1833 г., были одни и те же обстоятельства, то есть проекты не были применены к местности, а, следовательно, и самое отчётливое исполнение их не могло отклонить случившегося.
При дальнейшем рассмотрении проекта, мы всё более убеждаемся в первоначально нами высказанном мнении, состоящем в том, что проектирующим совершенно была опущена из вида р. Чёрная. Так, например, отверстиям в обоих водоспусках дана ширина в 70 фут; но если бы р. Чёрная вошла в расчёт, то, наверное, водоспуску (А) дана была бы ширина большая, чем водоспуску (В), так как через первый, кроме р. Сестры, должна была пройти масса воды, выпущенная через водоспуск (В). Наконец небольшая длина понурого пола и контрфорсы при чугунных щитовых стойках, обращённые к разливу, ясно показывают, что водоспуск (В) совершенно не был приноровлен к выпуску воды из заводского водохранилища, но назначался только для удержания вод его на определённой высоте. А как выпуск этот действительно производился, несмотря на то, что в том году ещё можно было располагать старою заводскою плотиной, то с другой стороны сам распорядитель выпуска весенних вод, может быть по незнанию дела, содействовал скорейшему разрушению сооружения. К недостаткам проекта должно отнести ещё и то, что все береговые крылья впущены в берега только на 5 саж, при высоте стен до 16 фут. В особенности бросается в глаза, что все шпунтовые линии в берегах срезаны под горизонт с основанием сооружения, вместо того чтобы их поднять или нарастить до горизонта стояния воды. Кроме того, обращают на себя внимание привинченные к крупным сваям сжимные брусья, не имеющие другого назначения, как только для прикрепления к ним болтами верхних брусьев, положенных на полу и необходимых для предохранения его от повреждения льдом. Четыре поперечные шпунтовые линии, расположенные под полами каждого водоспуска, не вполне удовлетворяют своему назначению, потому что половые доски не впущены в четверти к имеющимся поверх линии насадкам, но прибиты к ним только гвоздями, как к насадкам круглых свай. Что же касается до самого выполнения проекта, то должно сказать, здесь, также как и при перепаде, при общем разрушении обнаружилось много круглых и шпунтовых свай весьма незначительной длины, и поэтому не трудно догадаться, что и эта работа производилась оптом. К тому же, находясь вне заводского селения, в открытом поле, без устроенной через топкие и болотистые места дороги, работа эта действительно производилась при слабом надзоре. К такому заключению нас невольно приводит то обстоятельство, что материалы, которые нам случалось видеть и впоследствии употребить в дело, по всей справедливости были отличного качества, также как и наружные части сооружения, то есть каменные стены, досчатые полы, шандорные брусья и другие части незакрытые. Наружная или верхняя отделка исполнена была, по общему отзыву очевидцев, с большою тщательностью и необыкновенною чистотой; но, несмотря ни на соответственную толщину и прочность стен, ни на тщательное скрепление верхней настилки, сооружение устоять, не могло, когда основание его было подмыто водою и сваи были малой длины.
И так все старания, и расходы, употреблённые на возведение, в тридцатых годах, крайне необходимого для действия завода гидротехнического сооружения, приспособленного, как к удержанию, так и к спуску вод разлива, выли безуспешны.
Главными причинами неуспеха были, как мы уже сказали, ненадлежащее применение возведённых построек к местности, слабый надзор при исполнении проектов на деле, наконец, дурное управление водою. Ненадлежащее применение к местности вполне подтверждается проектированием каменного перепада для Сестрорецкого водохранилища (*), в котором, весенний приток так велик, что суточная прибыль составляет до 260 тысяч кубических сажень воды (**), а во время летней засухи и в течение 8 зимних месяцев, вследствие истощения притоков, не достаёт воды для полного действия завода.
- ) Подобное сооружение уместно при заводском разливе или пруде, в котором приток воды постоянно, хотя приблизительно, уравновешивается с ежедневным ея расходом, и вообще при всяком водоёме, неподверженном ни весенним паводкам, ни истощению притока на время засухи. Единственное преимущество перепада состоит в том, что не требуется особенного присмотра или постоянного наблюдения за поднятием и изменением горизонта; излишняя вода, по мере накопления, переливается сама собою через водослив перепада, не требуя ни поднимания, ни опускания щитов (вешняков). Главное же неудобство перепада то, что первоначально при построении, данными размерами его водосливу, раз навсегда определяется наивысший горизонт запасной воды.
  - ) По произведённым впоследствии наблюдениям и выводам оказалось, что при безостановочном пропуске через отверстие заводской плотины до 4 тысяч кубических футов воды в одну секунду горизонт водохранилища возвышался до 8 дюймов в течение суток, при обширности разлива до трёх метров квадратных саженей.

С устройством перепада, без всякой уважительной причины, лишили завод всякой возможности держать запасной слой воды на случай продолжительной засухи, или увеличения действия его; между тем Сестрорецкий завод, не только что в тридцатых годах, но и по настоящее время ещё не окончательно устроен. К тому же разность между горизонтами заводского разлива или водохранилища и Финским заливом, как выше сказано, составляла 28 футов, а гребень водослива в устроенном перепаде мог находиться по местным соображениям, с положением порога водопроводных русл, не более как около 12-16 дюймов ниже 28-ти футов уровня; следовательно, от гребня водослива до горизонта Финского залива оставалось чистого падения от 26-27 футов. Это падение следовало распределить в пределах перепада и по дну водоотводного канала, длиною до моря менее 2 верст. Заменив перепад спусковою плотиной, при которой, по самому устройству, порог должен был находиться, по меньшей мере, на 7 футов ниже 28 футового горизонта водохранилища, оставалось бы падение от порога (соответствующего гребню водослива) до Финского залива не более 21 фута, то есть с проектированием перепада начальную точку спуска воды от 5-6 фут приподняли без всякой видимой надобности, что при 2-х верстном расстоянии составляет весьма чувствительную разность падения, которым определяется скорость течения воды по водоотводному каналу, вырытому в песчаном грунте без всякого искусственного укрепления дна и берегов.
И так, для избежания открывания и закрывания щитов водоспуска при управлении водою, пренебрегли всеми более существенными по местным условиям выгодами водоспуска перед перепадом. Что же касается до неприменения к местности разрушенного в 1839 году сооружения, то мы выше уже сказали, что р. Чёрная опущена была из вида при проектировании сооружения, и что с отводом р. Сестры даже не допускалась необходимость в выпуске воды из водохранилища.
Что такое неприменение возведённых построек к местности произошло только от одного незнания ими вообще от не исследования ни местности, ни вод, ни грунта, — достаточно подтверждается тем обстоятельством, что до 1840 года не имелось верного плана местности завода с его водохранилищем. Не без основания сомневаемся и в существовании подробной и верной нивелировки от водохранилища к Финскому заливу; смеем даже думать, что едва ли было известно составителю проектов о существовании 28 футовой разности между горизонтами двух водоёмов, потому что ни на одном из двух проектов не было принято мер к предупреждению значительного углубления дна позади построек, между тем углубление от 10 до 12 фут легко можно было предвидеть при столь удоборазмываемой местности. О произведении, каких либо гидрометрических исследований и измерений в делах даже не упоминается, а о свойстве грунта встречаем только в Журнале Путей Сообщения, что песчаный слой простирается более чем на 60 фут в глубину, между тем как по произведённым впоследствии зондировкам (бурения) оказались совершенно другие слои, а на глубине 35 фут от 48-дюймового горизонта водохранилища лежит пласт красной глины. Вышеприведённые факты, кажется, вполне разъясняют, что при таком поверхностном только изучении местных обстоятельств проекты не могли быть применены к местности, но не менее того двукратный неуспех в возводимых постройках дал основательный повод не доверять воде, как двигателю завода. Вникая же более подробно в сущность дела, убеждаемся, что не вода причиною неуспеха гидротехнических построек, а составители проектов, не изучавшие местность. К крайнему сожалению, подобные ошибки встречаем часто, поэтому у нас нет доверия к воде и к гидротехническим постройкам. Обыкновенно только со страхом и без всяких положительных данных, ручающихся за успех, решаются применять воду, как двигатель машин, в особенности, когда применяют поток (ручьи, реки), на котором ещё не существует плотины… принимаются за дело почти наугад, соображаясь только со способом и системою устройства существующих и ими же удачно исполненных построек, иногда выведенных при совершенно других местных условиях и других свойствах реки.
Предварительное исследование местности, определение количества воды и определение главных размеров плотины, и вообще непременное изменение свойств вновь запруживаемой речки — редко и даже почти никогда не принимаются в соображение. Неизбежное следствие такого опущения — частые неудачи, прорывы, недостаток при многих мельницах и фабриках. Если бы обращено было необходимое внимание на эти предметы при устройстве запруд вообще, то можно было бы сказать утвердительно, что многие заводы и фабрики, а в том числе и казённые воспользовались бы водою местных речек, не прибегая к парам или живым двигателям, приобретение и содержание которых обыкновенно обходится дорого.
Считаем не излишним прибавить, что при неблагоприятных местных обстоятельствах первоначальные издержки, потребные для применения воды, как двигателя, иногда могут быть больше издержек потребных на применение силы пара или силы живого двигателя. Но с другой стороны, приняв в соображение, что для добывания пара, для содержания живого двигателя, неизбежен больший или меньший ежедневный расход, между тем, как при правильно устроенном водяном действии в этом нет надобности и годовой ремонт ограничен — становится ясным, что преимущество надо отдать воде, а потому пользоваться ею везде, где есть возможность.
(*) На Сестрорецком оружейном заводе в течение последних 20 лет на плотины и водопроводные русла, с включением проезжих дорог по дамбам и мостам на отводном канале р. Сестры на годовой ремонт требуется до 2000 рублей серебром. На тульских гидротехнических сооружениях — 2500 рублей серебром. На гидротехнических сооружениях Охтинского порохового завода — 200.
Второй причиной неуспеха исполненных в 30-х годах гидротехнических построек на Сестрорецком оружейном заводе, мы сказали, был слабый надзор при исполнении проектов. По весьма не долгому существованию этих построек, нам не случилось их видеть ни в означенном виде, ни во время самого производства работ, а потому выраженное нами мнение мы могли составить себе только по открытым, в весьма небольшом числе, крупным и шпунтовым сваям при ныне производящих работах на месте прорыва перепада.
Кроме того, в 1842 году нам случилось видеть часть старых материалов от разрушенных в 1839 году смежных плотин. Оставшиеся сваи, как от перепада, так и от водоспусков, были малой длины, — длиннее 1,5 саж нам не случалось их видеть. В насадках снятых со шпунтовых линий, не видны были вынутые четверти для прибивки к ним половых досок. Все гнёзда в насадках и шины на круглых сваях были прямые, как при обыкновенных ростверках негидротехнических построек. В некоторых половых досках оказались вынутыми четверти. Хотя при этих огрехах сооружение могло существовать, но это свидетельствует, что работы велись без строгого надзора опытного гидротехника из-за отдалённости места строительства от заводского селения и трудности сообщения.
Наконец последнею причиною неуспеха работ мы назвали дурное управление водой, то есть недостаточный надзор за оконченными сооружениями и за поднятием и понижением горизонта запруженной воды, помощью открывания и закрывания щитов в водоспусках.
До 1838 года на заводах открыванием щитов распоряжались местные начальники, которые, при всей опытности, смотрели на этот предмет не их специальности, как на занятие второстепенное, нередко с тем убеждением, что не в их руках предупредить излишнюю прибыль или недостаток воды для фабрик, что по их мнению, из-за дождей и засух. В некоторых случаях недостаток в воде, происшедший от излишнего её выпуска через плотину, служил им оправданием невыполнение годового наряда изделий. Немаловажные и, по их мнению, незначительные повреждения в берегах и сооружениях не обращали на себя внимание. Подобного рода починки откладывались нередко, до более удобного времени, а между тем разрушительным действием воды ежечасно распространялось повреждение или подмой сооружения, и кончалось его разрушением.
Одна из важнейших обязанностей гидротехника — своевременными мерами предупреждать повреждения вверенных ему сооружений — не существовала при управлении водою местным начальством, и мы того мнения. Что лучше и во всех частях правильно возведённые гидротехнические постройки, в особенности плотины и водоспуски, могут быть повреждены, подмыты и прорваны при неумении обращаться с ними и пользоваться ими вовремя.
Ко всем этим недостаткам окончательно присоединим, что сооружения эти преимущественно возводились, временно командированными от ведомства Путей Сообщения офицерами, которые по прибытии на место, не будучи знакомы ни с обстоятельствами дела, ни с местными условиями, получали в руководство не специалистом составленный, но утверждённый проект, смету и контракт, а нередко даже и заготовленные материалы. Не успев осмотреться, они должны были приступать к работам, чтобы к предстоящим осенним и весенним водам обеспечить заведение водою, или предохранить его от дальнейших повреждений. Исполнив поручение, такой офицер возвращался к месту служения, а оконченная постройка поступала в распоряжение местного начальства, которое, в свою очередь, на случай повреждения могло отозваться, что постройка возведена, была техником, и таким образом отклоняло от себя ответственность.
Что при таких во всех отношениях неблагоприятных условиях для гидротехнических сооружений, последние не могли улучшаться, но более и более приходили в упадок — не подлежит сомнению.
Это обстоятельство, как должно полагать, было главною причиной, что в 1838 году Высочайше повелено было: все состоящие в военном ведомстве гидротехнические работы передать в распоряжение бывшего Департамента Военных Поселений, которым в то же время было сделано назначение инженерных офицеров к гидротехническим работам. Хотя в полном собрании законов ясно определено назначение инженерных офицеров к разным существующим заверениям военного ведомства, как для временного производства, так и для постоянного наблюдения за гидротехническими сооружениями, по подробной инструкции и определения обязанностей заведующего такими сооружениями не было составлено, да и по настоящее время такой инструкции ещё не имеется. Вследствие этого не тотчас, собственно говоря, управление водою предоставлено было в распоряжение состоящих при тех вооружениях офицеров, и до настоящего времени вопрос этот ещё не окончательно решён. Сколько нам известно, на каждом заводе артиллерийского ведомства имеются свои собственные правила и порядки, которые с течением времени укоренились, и ими то офицер, заведующий гидротехническими сооружениями, безотчётно руководствуется, чрез что нередко возникают недоумения, и сооружения приходят в упадок.
Что же касается до Сестрорецкого оружейного завода, то в промежуток времени с 1840 по 1843 гг полное управление, как водою, так и сооружениями, не без противодействий местного начальства, поступило в ведение прибывшего на этот завод инженера полковника Штрольмана. С того времени по настоящий 1861 год завод постоянно был обеспечен, как от прорывов, так и в отношении самого управления двигателем всего завода, и в течение последних 20 лет не возникало ни жалоб, ни претензий на неправильное управление водою. (Окончание следует). Р. Гаусманъ 13-го февраля 1861 года.
1840 г. (до 24 апреля) — через 15 мин после осмотра подземной части флютбета земляная насыпь за левой каменной стеной внезапно провалилась, а вслед за тем и сама стена на протяжении 17 сажень обрушилась в реку. Осадки перед этим замечено не было, исключая небольшую трещину (№ 5 на плане 1861 г.). Сестра пошла по (Ржавой) отводному каналу, углубив его до 15,5 ф. Старая Заводская плотина в это время была закрыта (№ 1 на плане 1861 г.). Глухую перемычку возвели быстро, и завод не остановился.
… Прорыв на Ржавой канаве в 1840 году и р. Сестра напрямую пошла в Финский залив.

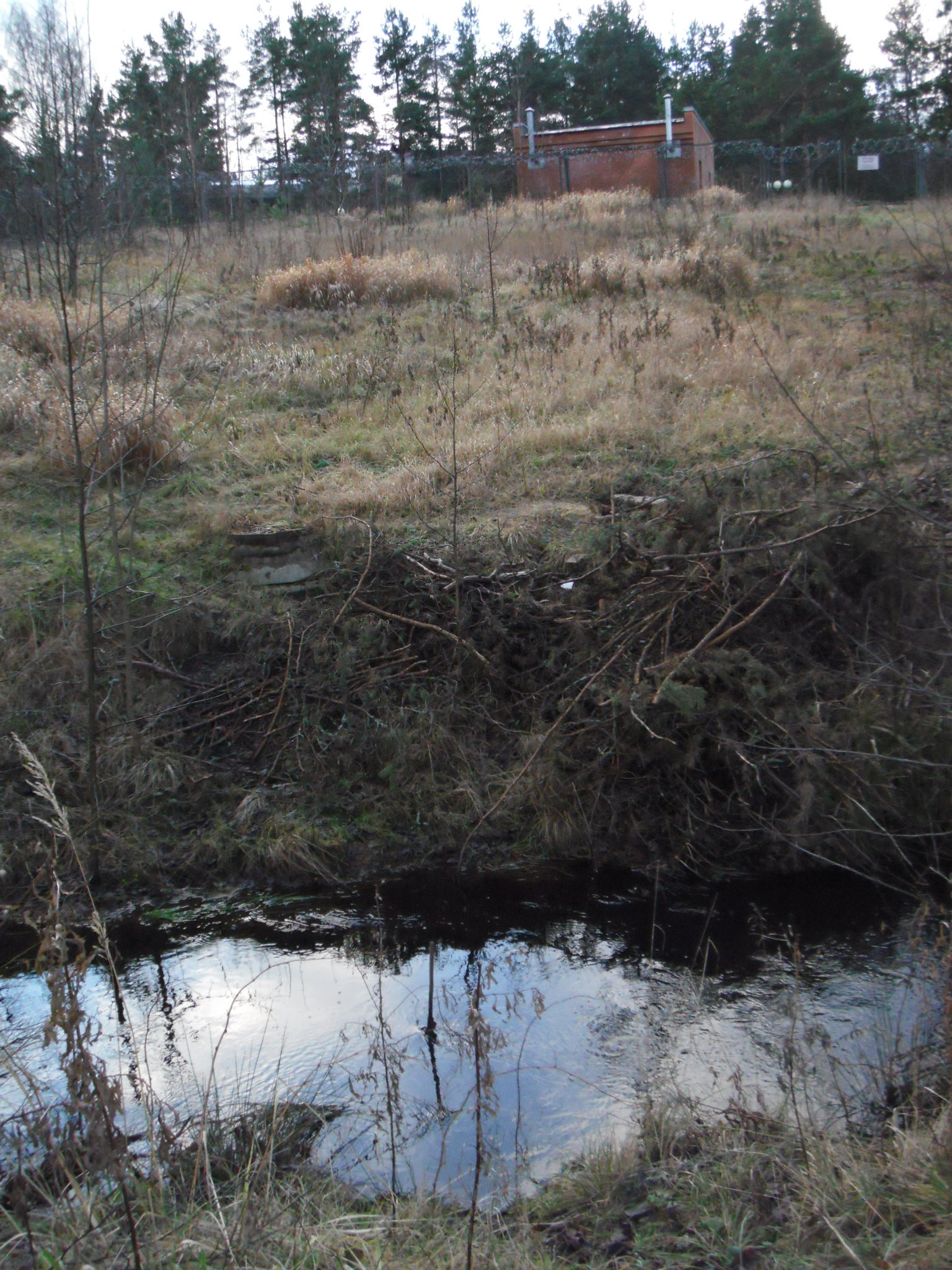
Сброс канализации

## Экономика

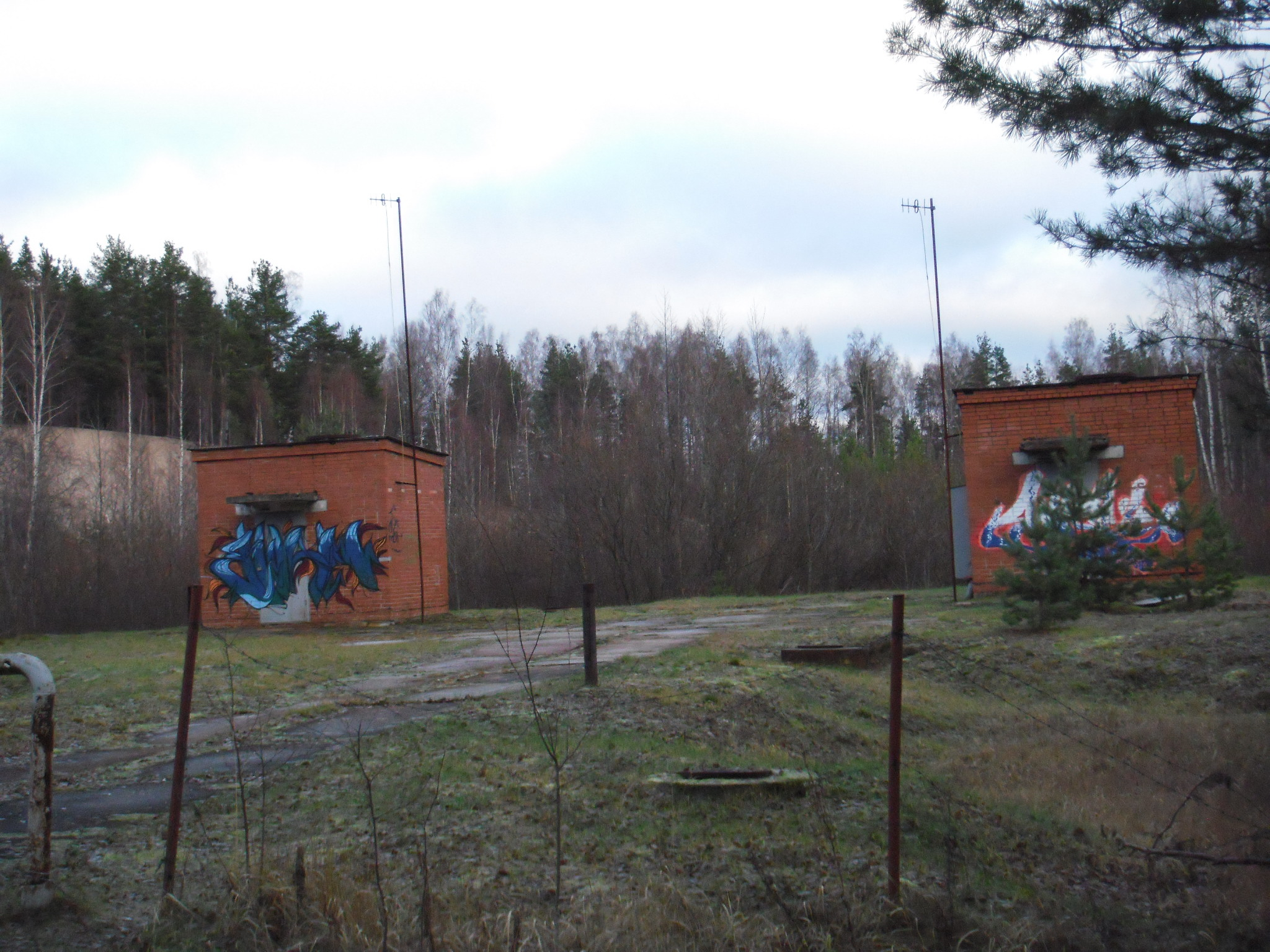
Водозаборные скважины

На берегу канала построены резервные для города Сестрорецка водозаборные скважины из Гдовского горизонта подземной воды, но высокое содержание железа в этой воде требует специальных мероприятий по её дополнительной очистке. В 2000 годы на берегу построен коттеджный посёлок гольф-клуба «Дюна».

## Экология

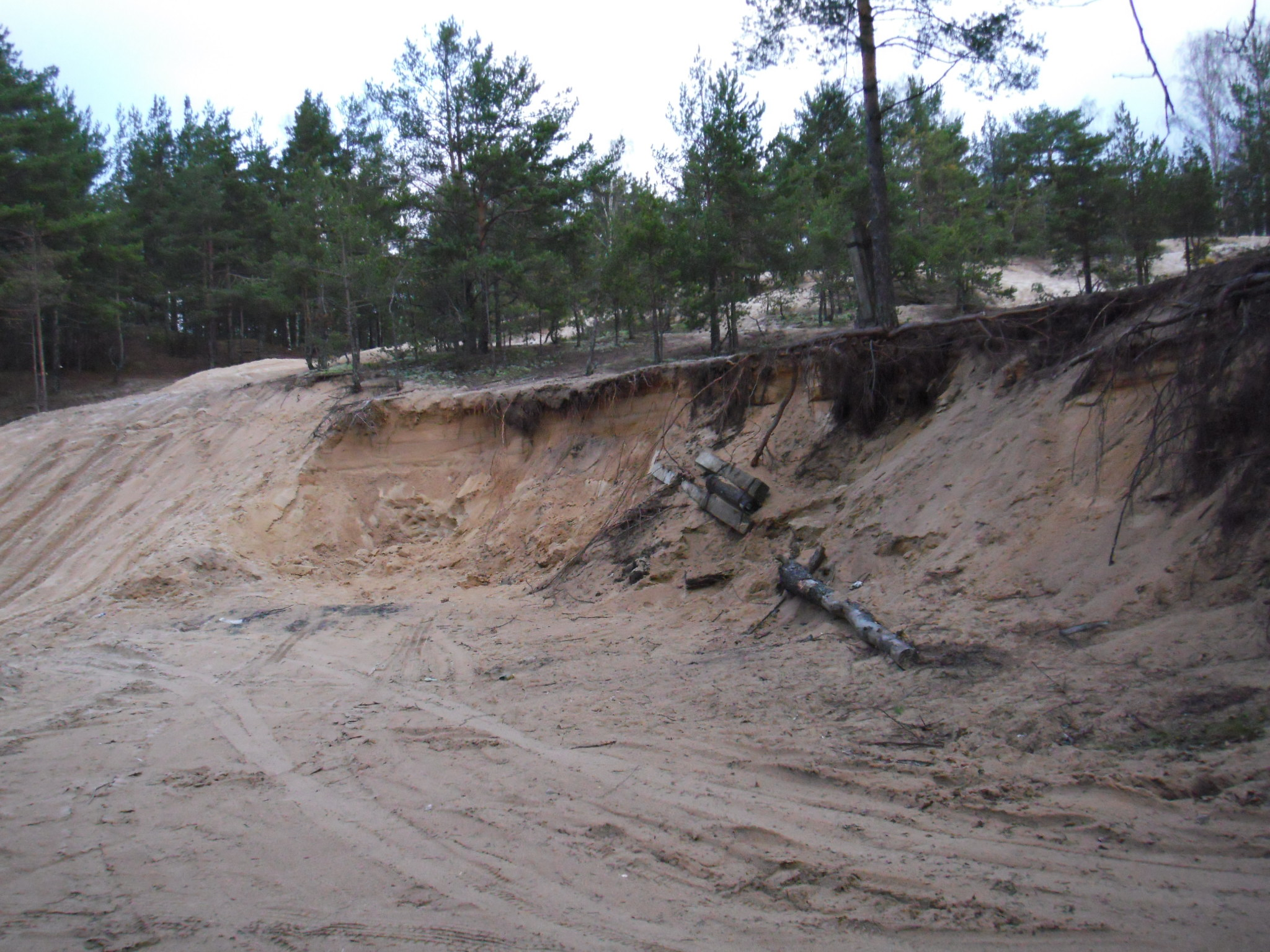
Добыча песка на берегу Ржавой Канавы

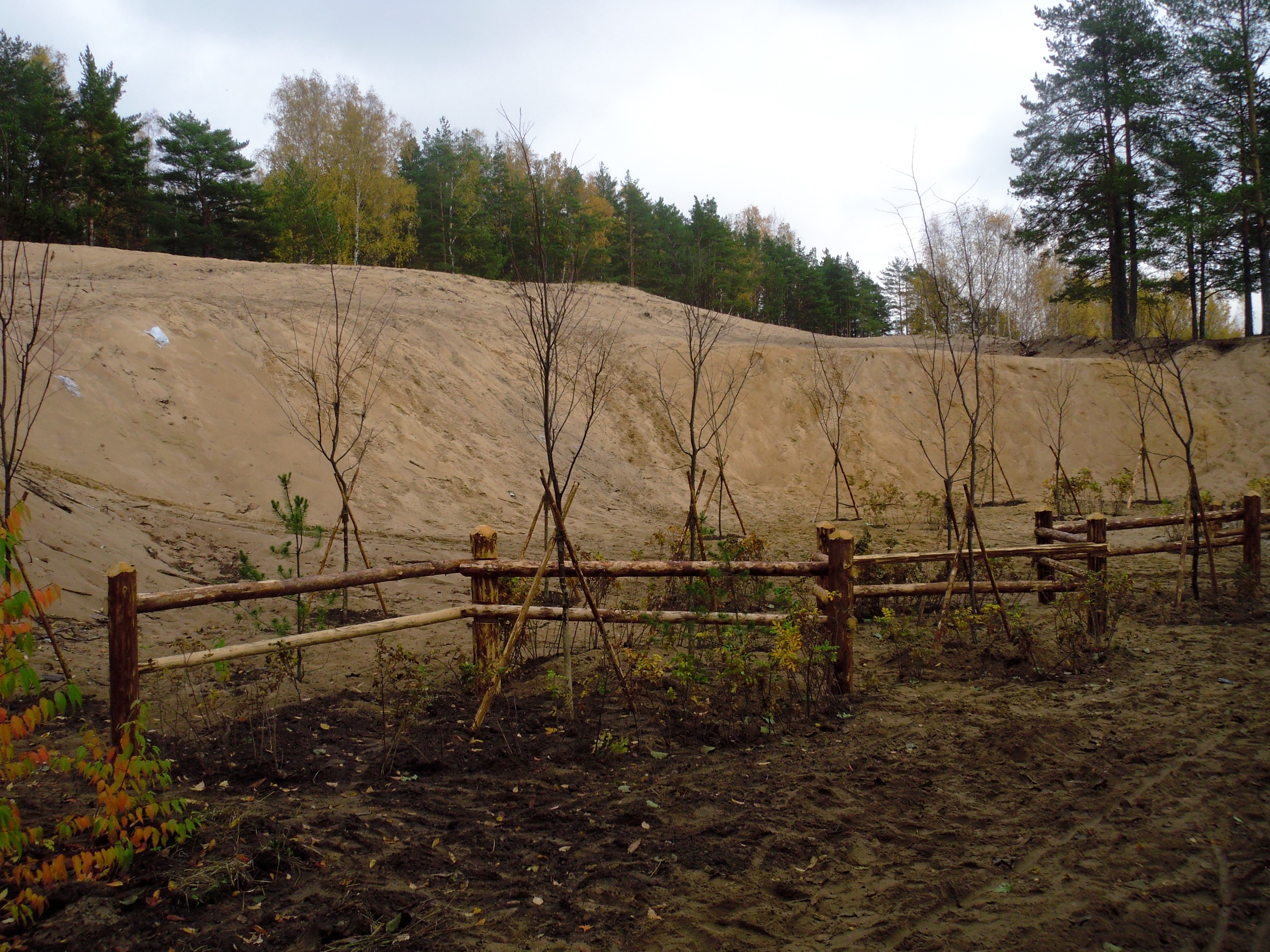
Защита дюн от дикой добычи песка

С экологической точки зрения этот водоём может представлять научный интерес, как этап умирания водоёма за период времени с 1864 года. Водоём используется для приёма канализационных стоков гольф-клуба «Дюна». Прибрежные дюны песка разрабатываются дикими карьерами.

2014 год. Расчистка русла Ржавой Канавы
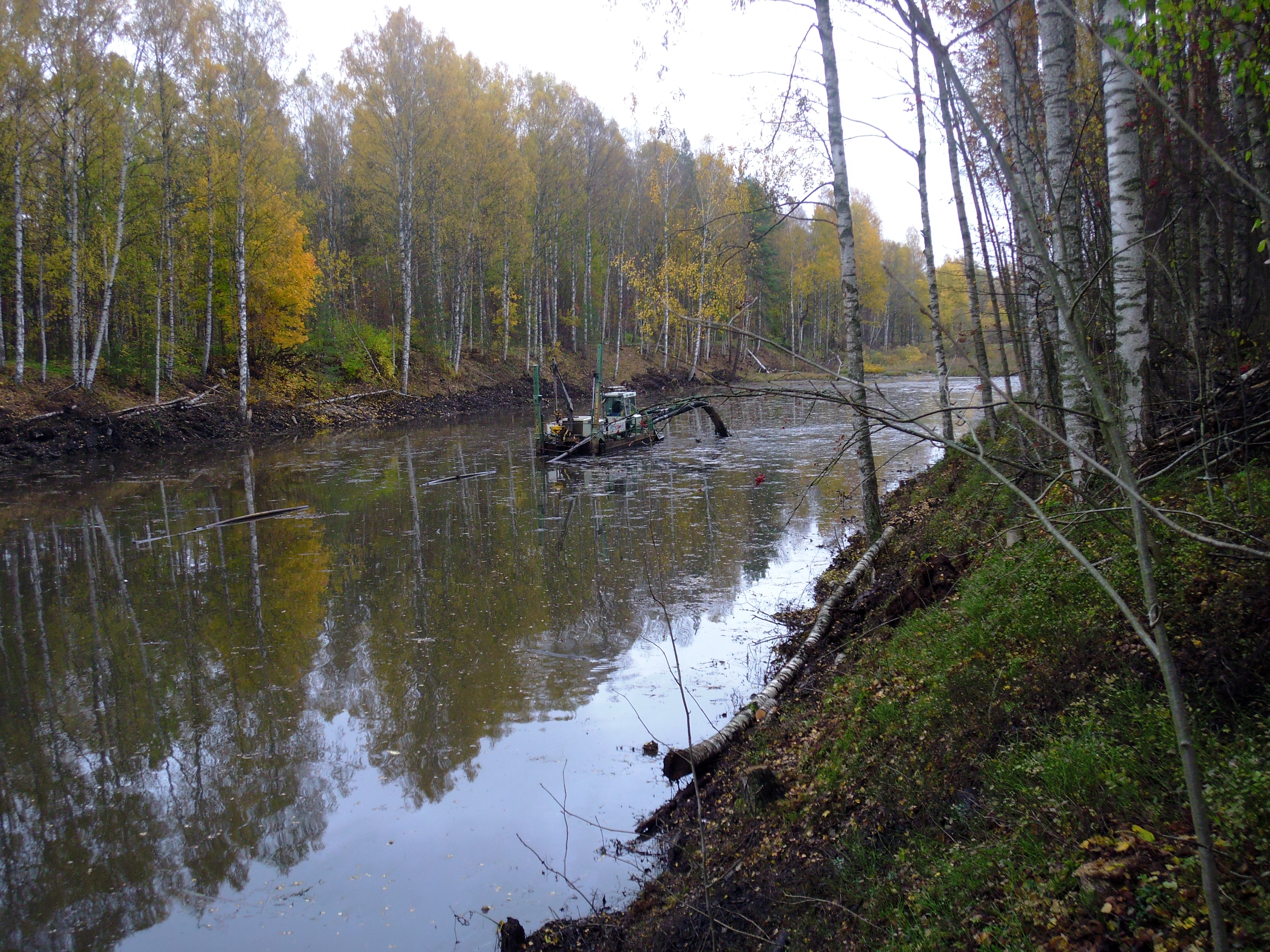
Гидромеханизация выше моста
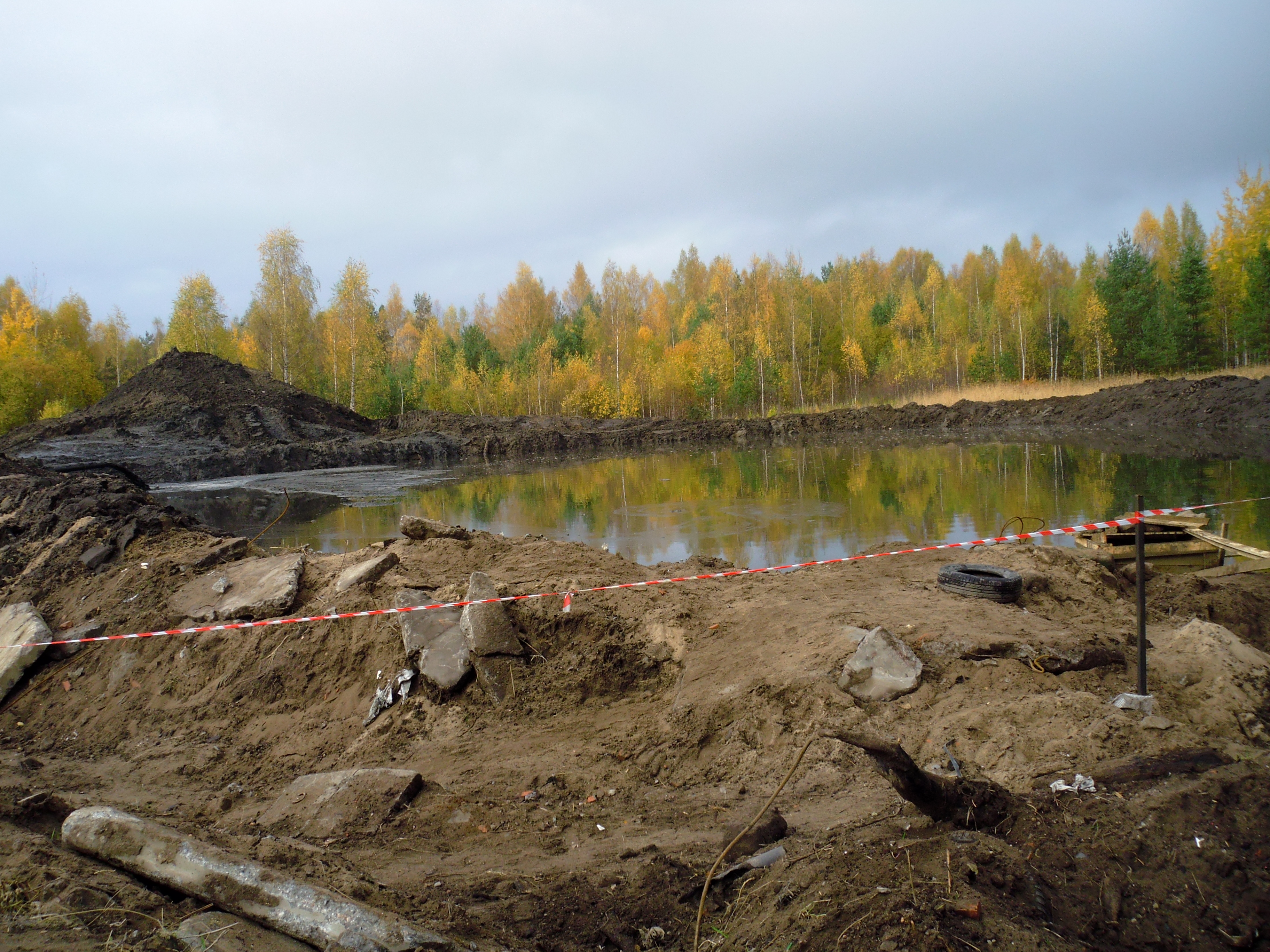
Карта намыва ила на берегу
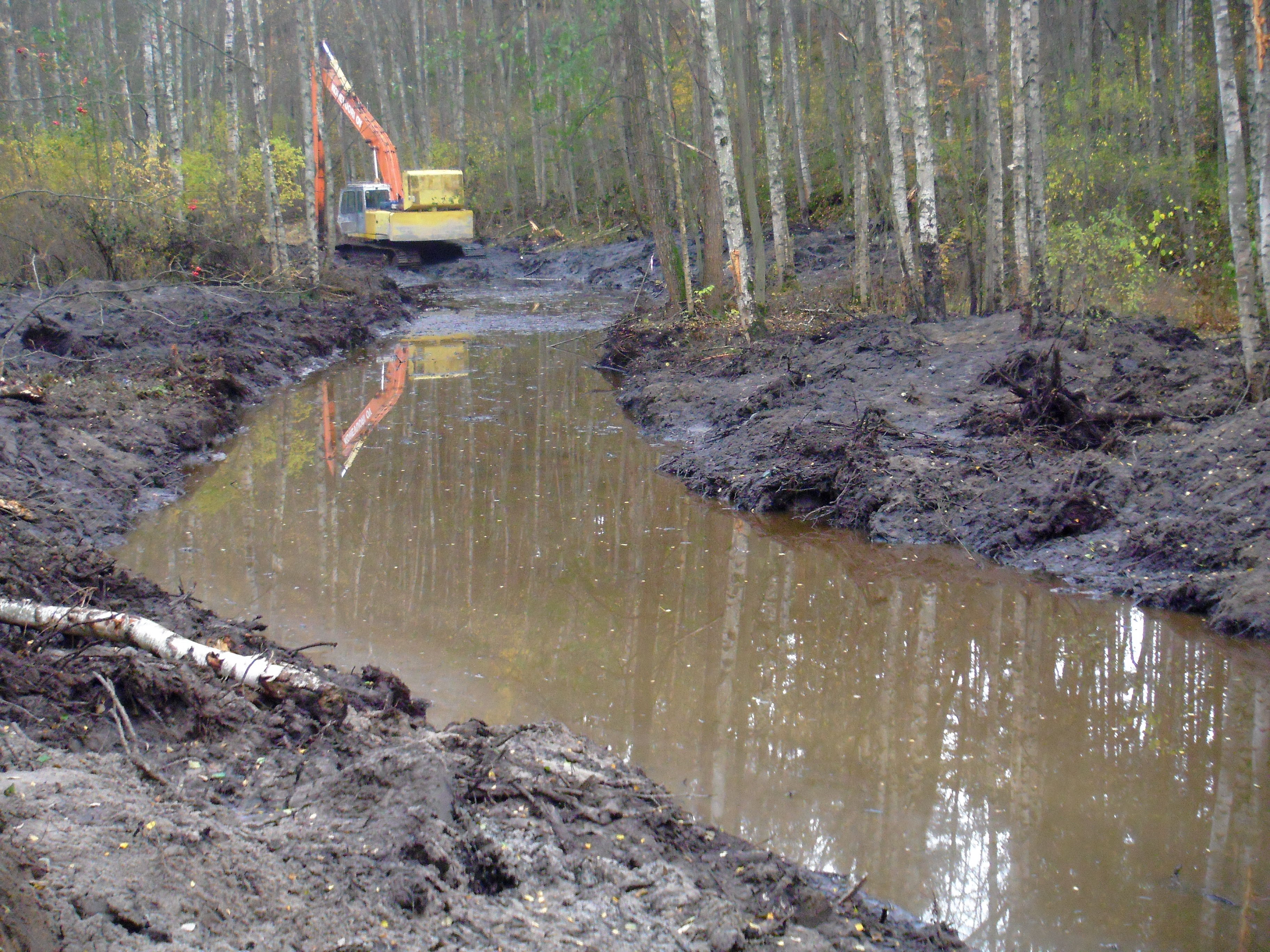
Расчистка ниже моста
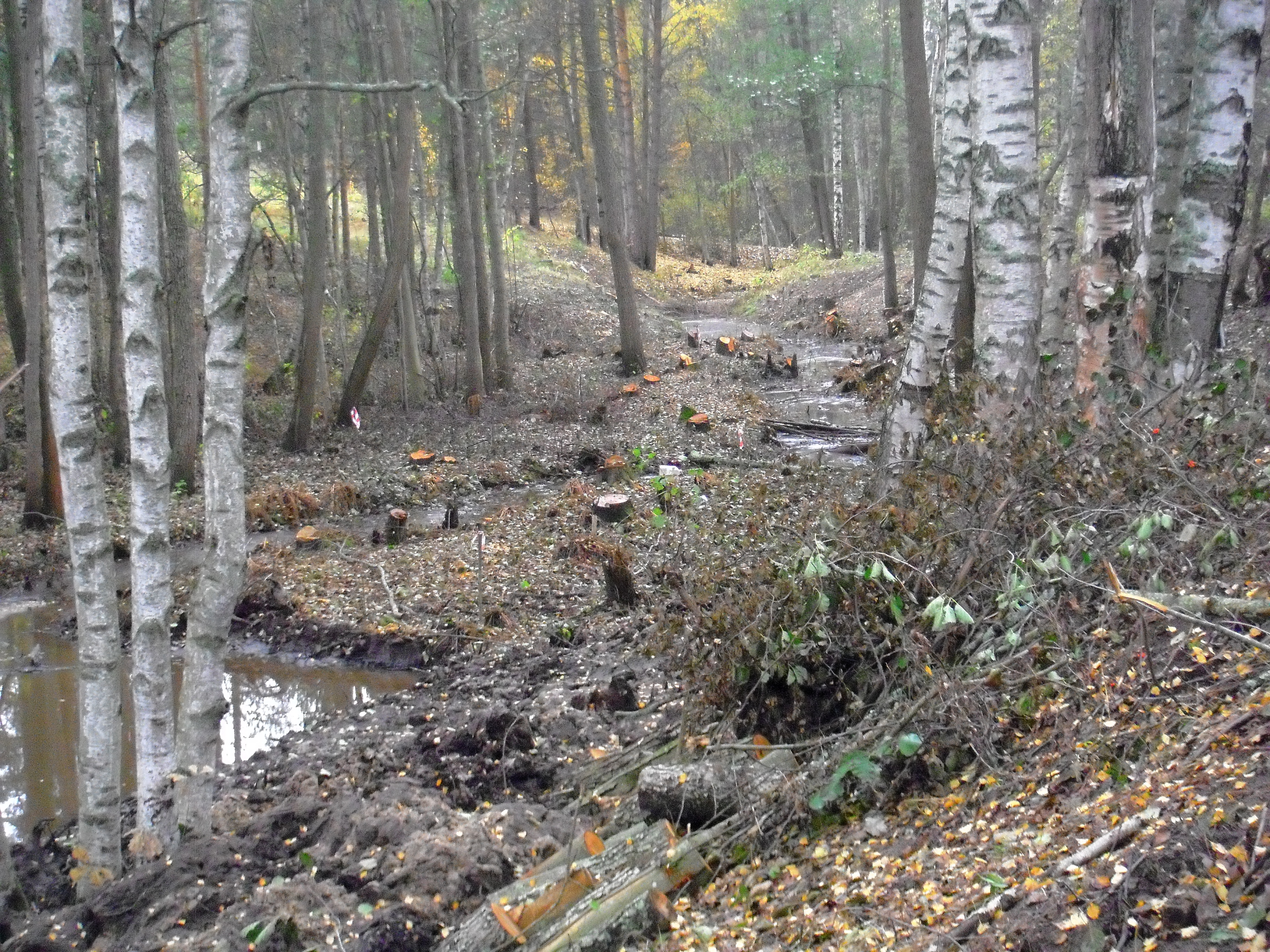
Вырубка деревьев для работы экскаватора
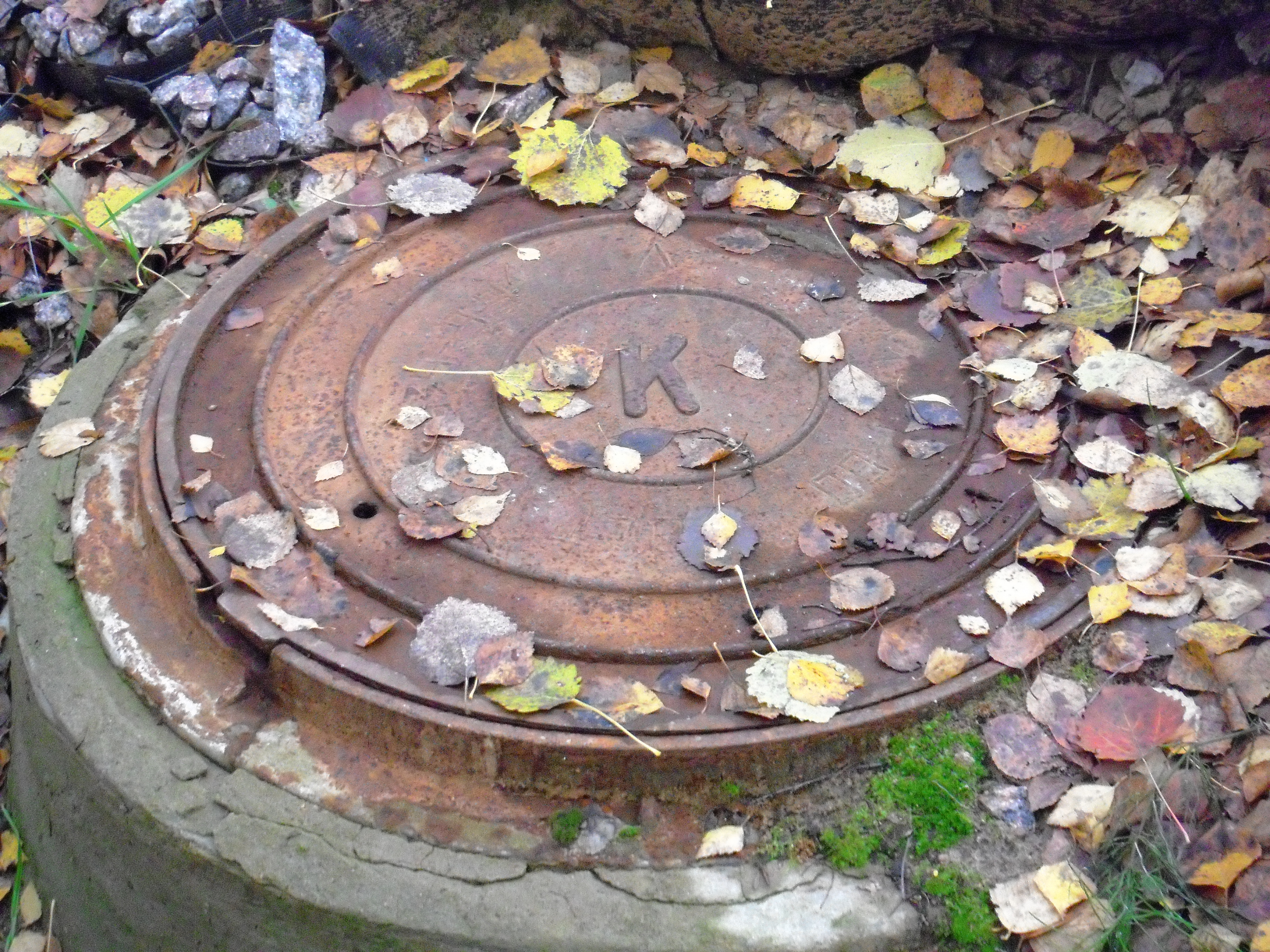
Приём канализации от коттеджей на Заречной дороге